# خانه حسام لشگر
خانه حسام لشگر مربوط به دوره قاجار است و در تهران، خیابان خیام، کوچه کربلایی، کوچه حسام لشگر، پلاک‌های ۱۷ و ۱۹ واقع شده‌است. این اثر در تاریخ ۲۵ آبان ۱۳۸۴ در فهرست آثار ملی ایران به ثبت رسیده‌است.